# Halfgeleiderrelais

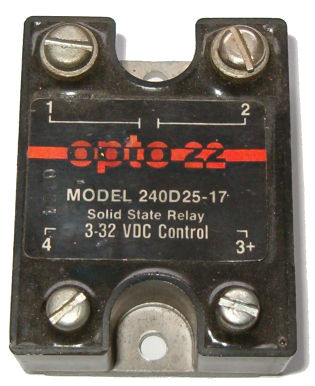
Halfgeleiderrelais

Een halfgeleiderrelais (Engels: solid-state relay, SSR) is principieel gezien geen relais want het heeft geen bewegende delen. Toch kan deze component als relais beschouwd worden, omdat het mogelijk is een secundaire kring te schakelen door een vastgelegd signaal op de ingang aan te leggen.

## Werking
Als aan de ingang van het halfgeleiderrelais een gelijkspanning wordt aangelegd met de juiste polariteit zal de inwendige led oplichten. Deze zal de fototransistor belichten, waardoor een stroom zal vloeien. Deze stroom zal in het triggerblok worden omgezet naar een puls die de triac doet geleiden. Zolang de spanning gehandhaafd blijft zal de triac in geleiding zijn (bij benadering: zie onder bij "Nadelen").
De fototransistor mag enkel een lichtinval opmerken bij het oplichten van de led. Daarom wordt het halfgeleiderrelais altijd geleverd in een zwarte behuizing, zodat uitwendig licht de werking niet kan beïnvloeden.
Een triac dooft steeds bij het nulpunt. Dankzij het triggerblok, of nulpuntschakelaar, zal de triac weer ontsteken bij de volgende nuldoorgang. Dit verklaart waarom bij het aanleggen of afsluiten van de aangelegde gelijkspanning een reactie aan de uitgang niet direct, maar met een kleine vertraging optreedt. Niet elk halfgeleiderrelais hoeft een nulpuntschakelaar te bevatten.

## Voordelen van het halfgeleiderrelais
Dankzij de nulpuntschakelaar schakelt het halfgeleiderrelais enkel bij nuldoorgang. Zo ontstaan er geen plotse inschakelstromen, die bijvoorbeeld hoogfrequentstoringen kunnen veroorzaken, die op hun beurt het net vervuilen.
Het halfgeleiderrelais bevat geen bewegende delen (solid state), alles gebeurt elektronisch. Dankzij dit statische aspect is het onmogelijk vonken te veroorzaken zodat deze component gebruikt kan worden in ruimten waar explosiegevaar dreigt.
Het ontbreken van mechanische wrijving zorgt voor een enorm verlengde levensduur. Het halfgeleiderrelais werkt ook geluidloos.
Het aanstuurvermogen is zeer beperkt (het komt rechtstreeks vanuit een logische schakeling). Alhoewel de nulpuntschakelaar de snelheid beperkt is de snelheid van een halfgeleiderrelais aanzienlijk hoger dan die van een gewoon relais.

## Nadelen van het halfgeleiderrelais
De nulpuntschakelaar zorgt voor een in- en uitschakelvertraging, deze kunnen relatief groot zijn: maximaal ½ van de periode (bij een frequentie van 50 Hz is de vertraging maximaal: (1/50)÷2 = 10 ms).
De prijs is recht evenredig met de stroom die de component kan schakelen. Bovendien kan een halfgeleiderrelais slechts één circuit schakelen, terwijl goedkope mechanische relais vele circuits samen kunnen schakelen.
Een halfgeleiderrelais ontwikkelt warmte; zeker bij het schakelen van grote stromen moet hiermee bij de montage rekening worden gehouden.
Een ander nadeel is dat bij een deels inductieve- (of capacitieve-) belasting het Solid State Relais problemen kan krijgen met het op het juiste moment schakelen.
Het SSR (type AC) schakelt op de nuldoorgangen van de sinusvormige spanning en stroom en deze nuldoorgangen komen als gevolg van faseverschuiving uit elkaar te liggen.
Een SSR kan dus niet onvoorwaardelijk (inductieve) elektromotoren schakelen. Een (Mono-/Bi-stabiel)relais met schakelcontacten heeft hier  geen last van.

## Toepassingen
- Procesregelaars (meet- en regeltechniek)
- Allerhande computersturingen